# Kaperschiff

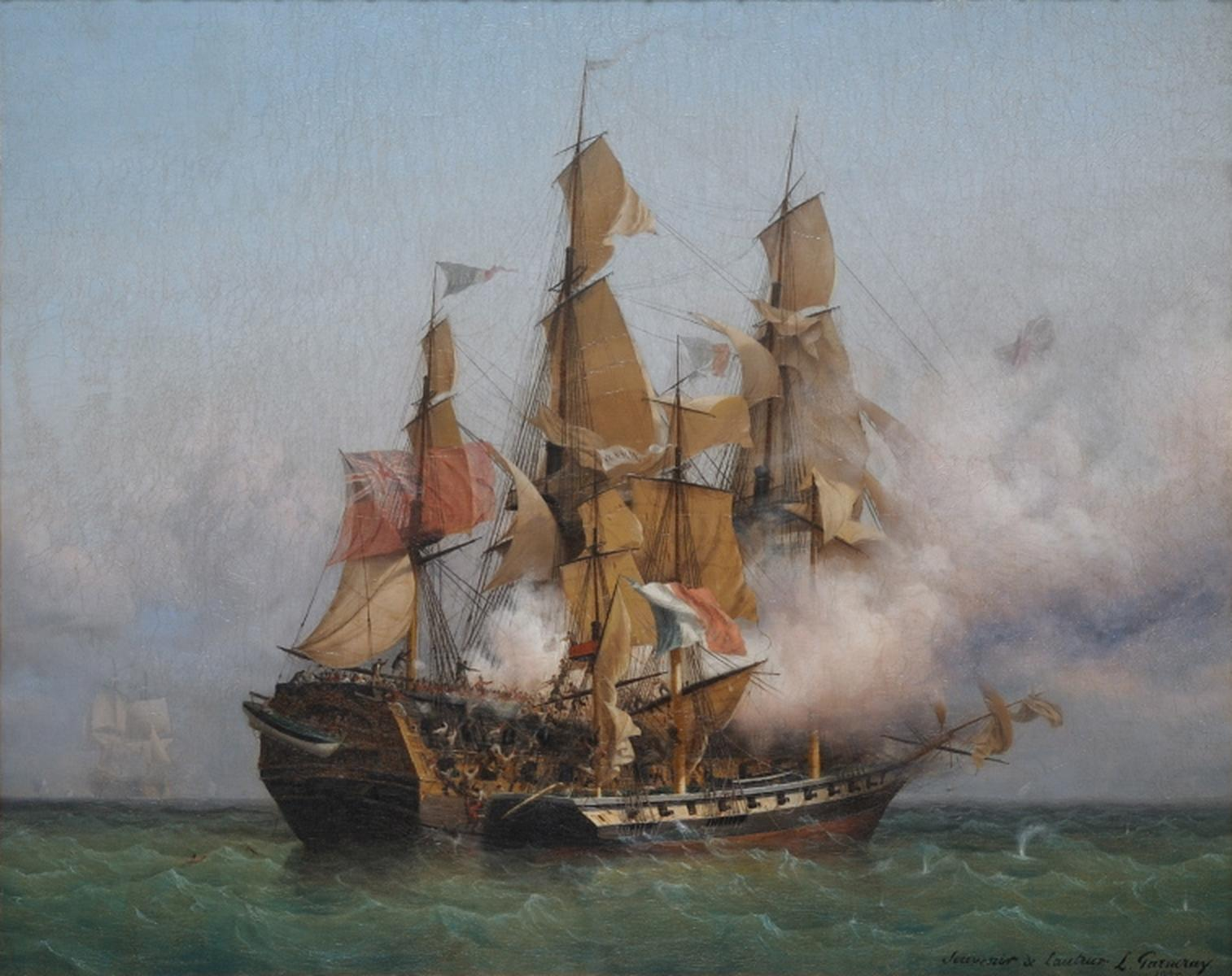
Die HMS Kent und das Kaperschiff Confiance von Robert Surcouf im Gefecht

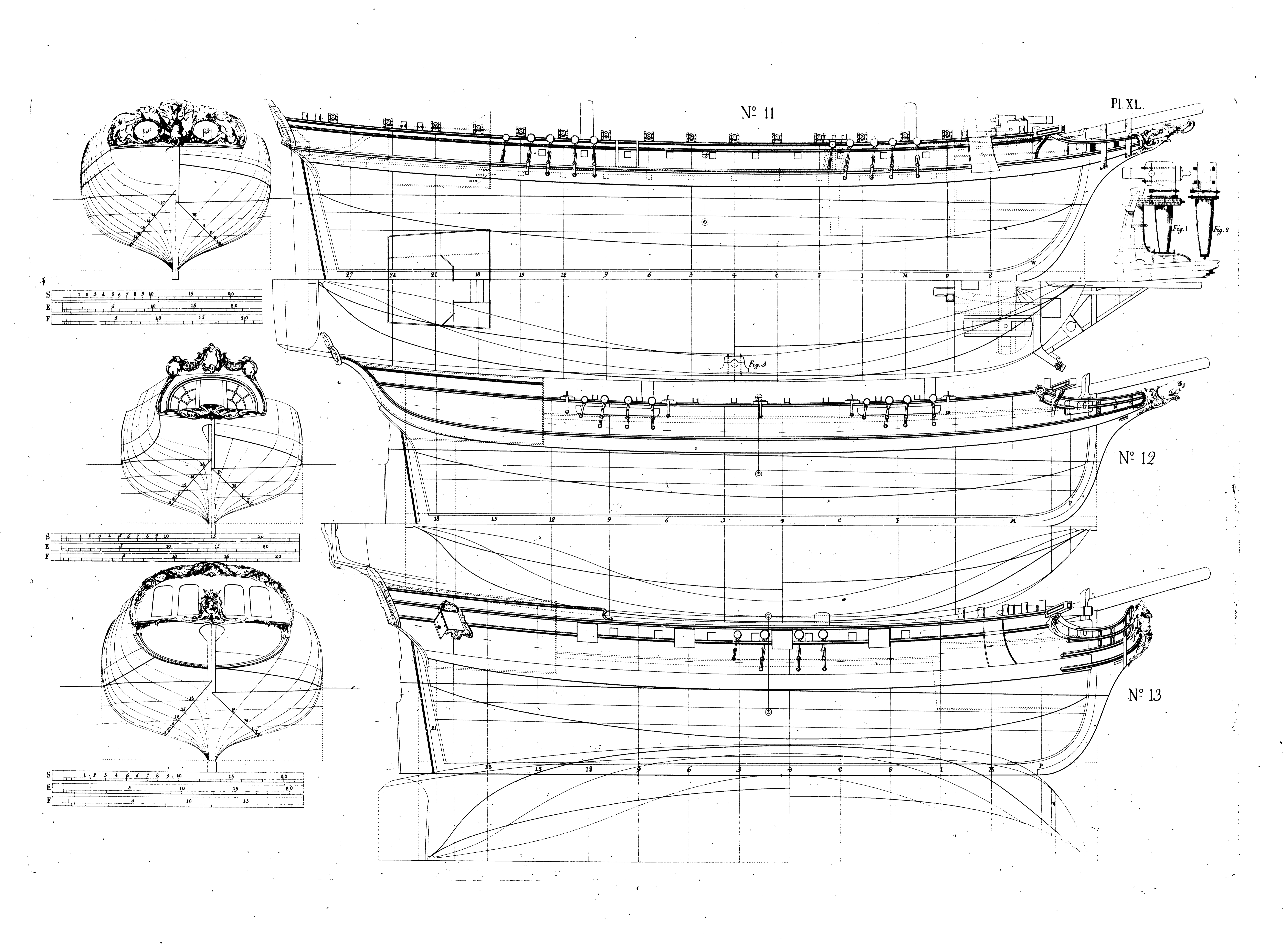
Fredrik Henrik af Chapman zeigte in seiner Architectura Navalis Mercatoria (1768) auf zehn Tafeln Kaperfahrzeuge verschiedener Größe. Hier sind zwei Schoner mit 96 und 72 Fuß Länge und eine Yacht mit 64 Fuß Länge dargestellt.

Als Kaperschiff oder kurz Kaper (engl. privateer) bezeichnet man Schiffe, die der Kaperei dienten.
Als Fahrzeuge kamen überwiegend kleinere Typen zum Einsatz. Neben regionalen Typen dienten auch Schiffe mit der Bewaffnung von Korvetten oder Fregatten. Da Kaperer als privatwirtschaftliche Kriegsunternehmen mit einer staatlichen Konzession arbeiteten, wurde der Einsatz von Menschen und Material dem erwarteten Einsatz angepasst. Deshalb konnten auch Ruderfahrzeuge mit ausschließlich Handwaffen zum Überraschungsangriff, aber auch Fregatten mit starker Artilleriebewaffnung verwendet werden. Ziele konnten feindliche Kriegsschiffe, feindliche Handelsschiffe, neutrale Handelsschiffe, die mit dem Gegner handelten, Handelsschiffe, die Konterbande an Bord hatten, und auch eigene Handelsschiffe, die Verbote unterliefen, sein.
Durch Abenteuerfilme und Romane sind einzelne Kaperschiffe berühmt geworden, z. B. die Golden Hinde und die Revenge unter dem Kommando von Francis Drake (Ende 16. Jahrhundert) oder die Confiance von Robert Surcouf aus der Zeit der Napoleonischen Kriege.
Mit der Seerechtsdeklaration von Paris von 1856 wurde die private Kaperschifffahrt verboten und der Piraterie gleichgestellt. Die Blockadebrecher der Confederate States Navy des Amerikanischen Bürgerkrieges, wie die Alabama, waren Kaperschiffe. Sie operierten zwar bereits nach dem Erlass der Deklaration von Paris, aber unter dem Schirm eines gewissen Wohlwollens von Großbritannien und Frankreich, der beiden größten Seemächte der damaligen Zeit.